# 木村政雄の楽園計画
『木村政雄の楽園計画』（きむらまさおのらくえんけいかく）は、文化放送で2006年11月4日 - 2007年3月31日までの土曜19:00 - 19:30と2007年4月2日 - 9月24日の月曜20:00 - 20:30（ともにJST）で放送されていたゲストとのトーク番組。

## 概要
- 番組パーソナリティーの木村政雄が編集長の「ファイブ・エル」との連動型番組で、毎回ゲストとのトークを主体にした「CLUB-50」とリスナーからのお便りを紹介する「楽園メール」（2007年4月以降は「ラブレな人達」）の2コーナーで構成されていた。

## アシスタント
- 2006年11月4日 - 2007年3月31日:石川真紀（文化放送アナウンサー）
- 2007年4月2日 - 9月24日:小川真由美（フリーアナウンサー）

## スポンサー
- 2006年11月4日 - 2007年3月31日:野村證券グループジョインベスト証券
- 2007年4月2日 - 9月24日:カゴメ（クレジットは「植物性乳酸菌ラブレ」名義だった。）

## CLUB-50
木村政雄が50歳からの人生をワクワクにするためのアドバイスとして毎回有名人・著名人をスタジオに招き、「セカンドライフ」の魅力を引き出すコーナー。

### 主なゲスト
- 2007年2月24日と3月3日は小俣雅子。
- 2007年6月4日と6月12日は高木美保。
- 2007年8月27日と9月3日は国本武春。
- 最終回の2007年9月24日は立川志の輔が登場した。
- この他にも山田邦子、ダニエル・カール、KONISHIKIらが出演した。

## 備考
- 2007年5月28日は「文化放送ライオンズナイターマンデー交流戦スペシャル・西武対広島」放送のため番組は休止、CMは「ナイター中継」の中で放送されていた。また、同年6月11日予定分は同様の理由により翌12日に放送された。
- 土曜放送時の前番組は「キンキンのサタデー・ラジオ」、後番組は「いとうせいこう GREEN FESTA」（2007年11月10日放送開始）（ナイターシーズン中は「文化放送ホームランナイター」枠）
- 月曜放送時の前番組は「再チャレンジ・二つの扉」、後番組は「永田町エクスプレス」（2007年10月1日放送開始）